# Gnadenedikt von Alès
Das Gnadenedikt von Alès war ein am 28. Juni 1629 nach der endgültigen militärischen Niederlage der Hugenotten 1628 in La Rochelle von Kardinal Richelieu verkündeter vertraglicher Erlass, der die Grundlagen des Umgangs des absolutistischen Frankreichs mit den Hugenotten für die nächsten vierzig Jahre regelte.
Alle zuvor im Edikt von Nantes zugestandenen Sicherheitsplätze wurden aufgehoben. Die Armeen der Protestanten wurden aufgelöst und ihre Festungsanlagen geschleift. Durch das Gnadenedikt wurde den Hugenotten die politische Macht genommen. Nationale Kirchenzusammenkünfte (Synoden) der Hugenotten konnten nur noch mit Zustimmung des Königs stattfinden. Die politische Niederlage der Hugenotten wurde nicht für Zwangsbekehrungen genutzt, die Existenz von Protestanten auf französischem Boden wurde weiter geduldet (daher der Name Gnadenedikt).
Durch das Edikt von Fontainebleau von 1685 änderte sich auch dies.